# Partia Postępowo-Liberalna
Partia Postępowo-Liberalna (bułg. Прогресивнолиберална партия) – bułgarska partia polityczna założona ok. 1884 przez grupę działaczy o poglądach umiarkowanych, wywodzących się z Partii Liberalnej. Na czele organizacji stał premier Dragan Cankow, w związku z czym do jej członków przylgnęło określenie "cankowiści" (bułg. цанковисти). Partia była uważana za najbardziej prorosyjską na scenie politycznej kraju i reprezentowała głównie interesy burżuazji oraz zamożniejszych chłopów. Utworzyła cztery samodzielne gabinety rządowe (1884 i 1902–1903) oraz osiem koalicyjnych (1883–1884, 1886, 1901–1902, 1911–1913 i 1918–1920). W 1920 połączyła się z Partią Narodową, tworząc Zjednoczoną Partię Narodowo-Postępową.  

## Historia Partii Postępowo-Liberalnej
W 1883 tzw. reżim pełnomocnictw sprawowany przez księcia Aleksandra I znalazł się w poważnym kryzysie. Między rosyjskimi oficerami i działaczami Partii Konserwatywnej wybuchł spór o podział władzy. W celu zażegnania problemów konserwatyści rozpoczęli negocjacje z jednym z liderów opozycyjnej Partii Liberalnej, Draganem Cankowem. W rezultacie ten ostatni stanął na czele nowego, koalicyjnego rządu konserwatywno-liberalnego. Z tą decyzją nie zgodzili się pozostali przywódcy Partii Liberalnej w osobie Petka Karawełowa i Stefana Stambołowa, w związku z czym ugrupowanie znalazło się na krawędzi rozpadu. Rozłam ostatecznie przypieczętowała zgoda udzielona przez rząd Cankowa na zmiany w Konstytucji Tyrnowskiej zwiększające uprawnienia księcia. W 1884 otoczenie Cankowa wystąpiło z Partii Liberalnej i sformowało własną, do której przylgnęło określenie "cankowiści" (bułg. цанковисти). W 1899 do cankowistów przyłączyła się grupa polityków wywodzących się z Partii Narodowej, na czele z Konstantinem Weliczkowem. Pod koniec tego samego roku ugrupowanie przyjęło nazwę Partia Postępowo-Liberalna.   
Politycy Partii Postępowo-Liberalnej wielokrotnie wchodzili w skład gabinetów rządowych, a także formowali samodzielne rządy Księstwa Bułgarii oraz Carstwa Bułgarii. Pierwszy utworzył w 1884 Cankow, który został także ministrem spraw zagranicznych w tymczasowym rządzie Klimenta Tyrnowskiego w 1886. W okresie reżimu Stefana Stambołowa (1887–1894) wielu członków partii poddano represjom i zmuszono do emigracji. Dopiero w 1901, siedem lat po upadku Stambołowa, cankowiści po raz kolejny dostali szansę na rządzenie krajem. Początkowo koalicyjny rząd sformował demokrata Petko Karawełow, ale w 1902 zastąpił go przewodniczący Partii Postępowo-Liberalnej, Stojan Danew. Gabinet Danewa, w którym wszystkie stanowiska ministerialne były obsadzone członkami jego ugrupowania, kontynuował prowadzoną przez poprzednie rządy politykę protekcjonizmu, zaś w polityce zagranicznej dążył do zacieśnienia kontaktów z Rosją. W maju 1903 książę Ferdynand I Koburg odsunął Danewa od sprawowania władzy i partia przeszła do opozycji. W następnych latach ugrupowanie przeżywało kryzys, który objawił się znacznym spadkiem liczebności jego członków.
W 1911 Partia Postępowo-Liberalna sformowała gabinet koalicyjny z również prorosyjską Partią Narodową. Na jego czele stanął narodowiec Iwan Geszow. W okresie sprawowania przez niego rządów Carstwo Bułgarii przystąpiło do Ligi Bałkańskiej, a następnie do I wojny bałkańskiej. 14 czerwca 1913 premierem, po raz drugi w swej karierze, został Stojan Danew, zaś dwa tygodnie później rozpoczęła się II wojna bałkańska. W połowie lipca, kiedy klęska kraju była już praktycznie nieuchronna, rząd Danewa został zdymisjonowany. Wkrótce potem na polityków Partii Postępowo-Liberalnej oraz na cara Ferdynanda I spadła fala krytyki za przegraną wojnę. 
Po wybuchu I wojny światowej w 1914 Partia Postępowo-Liberalna opowiedziała się za uczestnictwem Carstwa Bułgarii w obozie Ententy, jednak rząd Wasiła Radosławowa zdecydował o przystąpieniu do państw centralnych. Cankowiści, choć byli tej decyzji przeciwni, nie zaprotestowali otwarcie przeciwko premierowi, w związku z czym po kolejnej klęsce kraju ponownie nie ominęła ich krytyka. Wkrótce po zakończeniu wojny, w listopadzie 1918 lider partii Stojan Danew objął stanowiska ministra finansów w rządach Teodora Teodorowa i Aleksandyra Stambolijskiego. Niedługo potem, 6 listopada 1920 Partia Postępowo-Liberalna połączyła się z Partią Narodową i przestała istnieć jako samodzielna formacja. Powstałe w wyniku fuzji ugrupowanie przyjęło nazwę Zjednoczona Partia Narodowo-Postępowa.  

## Przewodniczący Partii Postępowo-Liberalnej
- Dragan Cankow (1884–1897)
- Stojan Danew (1897–1920)

## Wybitni działacze Partii Postępowo-Liberalnej
- Petyr Abraszew – minister
- Marko Bałabanow – Przewodniczący Zgromadzenia Narodowego, minister
- Dragan Cankow – Przewodniczący Zgromadzenia Narodowego, premier i minister
- Stojan Danew – Przewodniczący Zgromadzenia Narodowego, premier i minister
- Anton Frangia – minister
- Todor Ikonomow – minister
- Aleksandyr Ludskanow – minister
- Dimityr Mołłow – burmistrz Sofii, minister, działacz Bułgarskiej Akademii Nauk
- Aleksandyr Radew – minister, działacz na rzecz autonomii Macedonii
- Michaił Sarafow – minister, dyplomata
- Konstantin Weliczkow – pisarz, minister

## Organy prasowe Partii Postępowo-Liberalnej
- Съгласие (w tłum. Zgoda)
- България (w tłum. Bułgaria; 1898–1915 i 1919–1921)